# Intelligent Systems
Intelligent Systems Co., Ltd. (株式会社インテリジェントシステムズ, Kabushiki-Gaisha Interijento Shisutemuzu) é uma desenvolvedora de jogos eletrônicos japonesa, afiliada com a Nintendo, mais conhecida pelas séries Fire Emblem, Nintendo Wars e Paper Mario. Antigamente, a empresa estava localizada no Nintendo Kyoto Research Center, em Higashiyama, Quioto, mas em 2013 mudou-se para um novo prédio mais perto da sede da Nintendo.

## Ludografia
| Ano  | Título                                            | Plataforma                          |
| ---- | ------------------------------------------------- | ----------------------------------- |
| 1984 | Tennis                                            | Nintendo Entertainment System       |
| 1984 | Wild Gunman                                       | Nintendo Entertainment System       |
| 1984 | Hogan's Alley                                     | Nintendo Entertainment System       |
| 1985 | Soccer                                            | Nintendo Entertainment System       |
| 1985 | Stack-Up                                          | Nintendo Entertainment System       |
| 1985 | Gyromite                                          | Nintendo Entertainment System       |
| 1986 | Metroid                                           | Nintendo Entertainment System       |
| 1988 | Famicom Wars                                      | Family Computer                     |
| 1989 | Alleyway                                          | Game Boy                            |
| 1989 | Yakuman                                           | Game Boy                            |
| 1990 | Fire Emblem: Shadow Dragon and the Blade of Light | Family Computer                     |
| 1991 | Game Boy Wars                                     | Game Boy                            |
| 1992 | Fire Emblem Gaiden                                | Family Computer                     |
| 1992 | Mario Paint                                       | Super Nintendo Entertainment System |
| 1992 | Kaeru no Tame ni Kane wa Naru                     | Game Boy                            |
| 1992 | Battle Clash                                      | Super Nintendo Entertainment System |
| 1993 | Metal Combat: Falcon's Revenge                    | Super Nintendo Entertainment System |
| 1994 | Fire Emblem: Mystery of the Emblem                | Super Famicom                       |
| 1994 | Super Metroid                                     | Super Nintendo Entertainment System |
| 1995 | Galactic Pinball                                  | Virtual Boy                         |
| 1995 | Tetris Attack                                     | Super Nintendo Entertainment System |
| 1996 | Fire Emblem: Genealogy of the Holy War            | Super Famicom                       |
| 1998 | Super Famicom Wars                                | Super Famicom                       |
| 1999 | Fire Emblem: Thracia 776                          | Super Famicom                       |
| 2000 | Trade & Battle: Card Hero                         | Game Boy Color                      |
| 2000 | Paper Mario                                       | Nintendo 64                         |
| 2000 | Pokémon Puzzle Challenge                          | Game Boy Color                      |
| 2001 | Advance Wars                                      | Game Boy Advance                    |
| 2001 | Mario Kart: Super Circuit                         | Game Boy Advance                    |
| 2002 | Cubivore: Survival of the Fittest                 | Nintendo GameCube                   |
| 2002 | Fire Emblem: The Binding Blade                    | Game Boy Advance                    |
| 2003 | Nintendo Puzzle Collection                        | Nintendo GameCube                   |
| 2003 | Fire Emblem                                       | Game Boy Advance                    |
| 2003 | Advance Wars 2: Black Hole Rising                 | Game Boy Advance                    |
| 2003 | WarioWare, Inc.: Mega Party Games!                | Nintendo GameCube                   |
| 2004 | Paper Mario: The Thousand-Year Door               | Nintendo GameCube                   |
| 2004 | Fire Emblem: The Sacred Stones                    | Game Boy Advance                    |
| 2004 | WarioWare: Twisted!                               | Game Boy Advance                    |
| 2004 | WarioWare: Touched!                               | Nintendo DS                         |
| 2005 | Fire Emblem: Path of Radiance                     | Nintendo GameCube                   |
| 2005 | Advance Wars: Dual Strike                         | Nintendo DS                         |
| 2006 | WarioWare: Smooth Moves                           | Wii                                 |
| 2007 | Fire Emblem: Radiant Dawn                         | Wii                                 |
| 2007 | Super Paper Mario                                 | Wii                                 |
| 2007 | Planet Puzzle League                              | Nintendo DS                         |
| 2007 | Face Training                                     | Nintendo DS                         |
| 2007 | Kousoku Card Battle: Card Hero                    | Nintendo DS                         |
| 2008 | Advance Wars: Days of Ruin                        | Nintendo DS                         |
| 2008 | Fire Emblem: Shadow Dragon                        | Nintendo DS                         |
| 2008 | WarioWare: Snapped!                               | Nintendo DS                         |
| 2009 | WarioWare D.I.Y.                                  | Nintendo DS                         |
| 2009 | Dragon Quest Wars                                 | Nintendo DS                         |
| 2009 | Eco Shooter: Plant 530                            | Wii                                 |
| 2010 | Fire Emblem: New Mystery of the Emblem            | Nintendo DS                         |
| 2010 | Face Training                                     | Nintendo DS                         |
| 2011 | Pushmo                                            | Nintendo 3DS                        |
| 2012 | Fire Emblem: Awakening                            | Nintendo 3DS                        |
| 2012 | Crashmo                                           | Nintendo 3DS                        |
| 2012 | Paper Mario: Sticker Star                         | Nintendo 3DS                        |
| 2013 | Game & Wario                                      | Wii U                               |
| 2013 | Daigasso! Band Brothers P                         | Nintendo 3DS                        |
| 2014 | Pushmo World                                      | Wii U                               |
| 2015 | Code Name: S.T.E.A.M.                             | Nintendo 3DS                        |
| 2015 | Stretchmo                                         | Nintendo 3DS                        |
| 2015 | Fire Emblem Fates                                 | Nintendo 3DS                        |
| 2016 | Paper Mario: Color Splash                         | Wii U                               |
| 2017 | Fire Emblem Heroes                                | Android, iOS                        |
| 2017 | Fire Emblem Echoes: Shadows of Valentia           | Nintendo 3DS                        |
| 2018 | WarioWare Gold                                    | Nintendo 3DS                        |
| 2019 | Fire Emblem: Three Houses                         | Nintendo Switch                     |
| 2020 | Paper Mario: The Origami King                     | Nintendo Switch                     |